# 량위안구
량위안구(한국어: 양원구, 중국어: 梁园区, 병음: Liángyuán Qū)는 중화인민공화국 허난성 상추 시의 두 개의 시할구 중 하나이다. 넓이는 673km2이고, 인구는 2007년 기준으로 840,000명이다. 현재의 량위안 구에는 상추 시 정부가 위치해있다.

## 행정 구역
8개 가도, 4개 진, 7개 향을 관할한다.
- 가도: 前进街道, 长征街道, 八八街道, 东风街道, 中州街道, 白云街道, 平原街道, 建设街道.
- 진: 谢集镇, 双八镇, 张阁镇, 平台镇.
- 향: 周集乡, 水池铺乡, 观堂乡, 王楼乡, 李庄乡, 孙福集乡, 刘口乡.